# Cyriocosmus paredesi
Espèce
Cyriocosmus paredesi est une espèce d'araignées mygalomorphes de la famille des Theraphosidae.

## Distribution
Cette espèce est endémique de la région d'Amazonas au Pérou,.

## Description
Le mâle holotype mesure 14,2 mm.

## Étymologie
Cette espèce est nommée en l'honneur de Williams Paredes.

## Publication originale
- Kaderka, 2019 : The genus Cyriocosmus Simon 1903 and two new species from Peru (Araneae: Theraphosidae: Theraphosinae). Revista Peruana de Biología, vol. 26, no 4, p. 543-550.